# Молотков (Тернопольская область)
Молотков (укр. Молотків) — село в Лановецкой городской общине Кременецкого района Тернопольской области Украины.
До 2020 года входило в Лановецкий район.
Код КОАТУУ — 6123884501. Население по переписи 2001 года составляло 646 человек.

## Географическое положение
Село Молотков находится на левом берегу реки Жердь,
выше по течению на расстоянии в 1 км расположено село Немиринцы,
ниже по течению примыкает село Осники,
на противоположном берегу — село Лысогорка.

## История
- 1777 год — дата основания.

## Объекты социальной сферы
- Школа I—II ст.
- Фельдшерско-акушерский пункт.